# Crkva Uznesenja Blažene Djevice Marije u Kupincu
Crkva Uznesenja Blažene Djevice Marije je crkva u naselju Kupinec koje je u sastavu općine Klinča Sela, zaštićeno kulturno dobro.

## Opis dobra
Barokna crkva sagrađena je u drugoj polovini 18.st. na mjestu nekadašnje starije župne crkve i kapele sv.Franje Ksaverskog. Ističe se prostornom koncepcijom s bogato arhitektonski raščlanjenom unutrašnjošću kojom dominira centralni prostor broda nadvišen kupolom. Brodu kvadratnog tlocrta pridruženi su eliptoidni prostorni odsječci bočnih kapela i dijelova uz svetište i pjevalište formirajući četverolisnu osnovu broda. Svetište je tlocrtno pravokutnik zaobljenih kutova u unutrašnjosti, karakterističnih i za ostale dijelove crkve. Zaključeno je stiješnjenom apsidom, a sa sjeverne strane pridružena mu je sakristija. Južno uz glavno pročelje smješten je zvonik. Crkva je u cijelosti svođena, a svodovi su oslikani.

## Zaštita
Pod oznakom Z-2069 zavedena je kao nepokretno kulturno dobro - pojedinačno, pravna statusa zaštićena kulturnog dobra, klasificirano kao "sakralna graditeljska baština".